# Станнат калия
Станнат калия — неорганическое соединение,
соль калия и оловянной кислоты с формулой K2SnO3,
бесцветные кристаллы,
растворяется в воде,
образует кристаллогидраты.

## Получение
- Сплавление оксидов олова и калия:

{\displaystyle {\mathsf {K_{2}O+SnO_{2}\ {\xrightarrow {T}}\ K_{2}SnO_{3}}}}

## Физические свойства
Станнат калия образует бесцветные кристаллы.
Хорошо растворяется в воде, не растворяется в этаноле.
Образует кристаллогидрат состава K2SnO3•3H2O.